# Maruha Nichiro
Maruha Nichiro Corporation (マルハニチロ株式会社 Maruha Nichiro Kabushiki-gaisha) (TYO: 1333
) er en multinational japansk fiskeri-, fiske- og akvakulturkoncern med hovedkvarter i Osaka. I 2024 omsatte de for over 1.000 mia. yen (ca. 6,5 mia. euro) og havde over 12.000 ansatte.
I 1880 begyndte grundlæggeren af virksomheden, Ikujiro Nakabe, at sælge fisk i Osaka. Virksomheden blev etableret i 1943 ved en fusion mellem Hayashikane Shoten, Enyo Whaling og Taiyo Whaling; hvorefter virksomhedens navn blev Nishi Taiyo Gyogyo Tosei K.K. Nakabe-familien ejer i dag fortsat 10 % af virksomheden. I 1993 blev virksomhedens navn ændret til Maruha Corporation. I 2014 blev virksomheden børsnoteret på Tokyo Stock Exchange.
Maruha Nichiro har datterselskaber i Japan, New Zealand, Australien, USA, Europa, Asien og Sydamerika.